# Sarıkavak, Şarkışla
Sarıkavak là một xã thuộc huyện Şarkışla, tỉnh Sivas, Thổ Nhĩ Kỳ. Dân số thời điểm năm 2011 là 43 người.